# Station Vierlingsbeek
Station Vierlingsbeek is een spoorwegstation aan de Maaslijn nabij Vierlingsbeek. Bij het station zijn stallingsvoorzieningen voor fietsers, en er is tevens een parkeerplaats voor auto's. Het vroegere stationsgebouw van het standaardtype Hemmen stamt uit 1882, en is in 1956 vervangen door een gebouw van standaardtype Vierlingsbeek. Het stationsgebouw is in november 2004 gesloopt.

## Treinverbindingen
De volgende treinseries van Arriva halteren in de dienstregeling 2025 te Vierlingsbeek:
| Serie       | Treinsoort         | Route                                                | Bijzonderheden                                                                                |
| ----------- | ------------------ | ---------------------------------------------------- | --------------------------------------------------------------------------------------------- |
| 32200 RS 11 | Stoptrein (Arriva) | Nijmegen – Vierlingsbeek – Venray – Venlo – Roermond |                                                                                               |
| 32300 RS 11 | Stoptrein (Arriva) | Nijmegen – Vierlingsbeek – Venray – Venlo            | Rijdt niet 's avonds en in het weekend. De laatste drie ritten vanaf Nijmegen gaan tot Venlo. |

## Voor- en natransport
- Station Vierlingsbeek is aangesloten op het buslijnnet van Arriva in de vorm van buurtbus 255 (Boxmeer - Vierlingsbeek - Venray v.v.)
- Er zijn zowel een onbewaakte fietsenstalling als fietskluizen aanwezig
- Er zijn parkeerplaatsen aanwezig

## Afbeeldingen

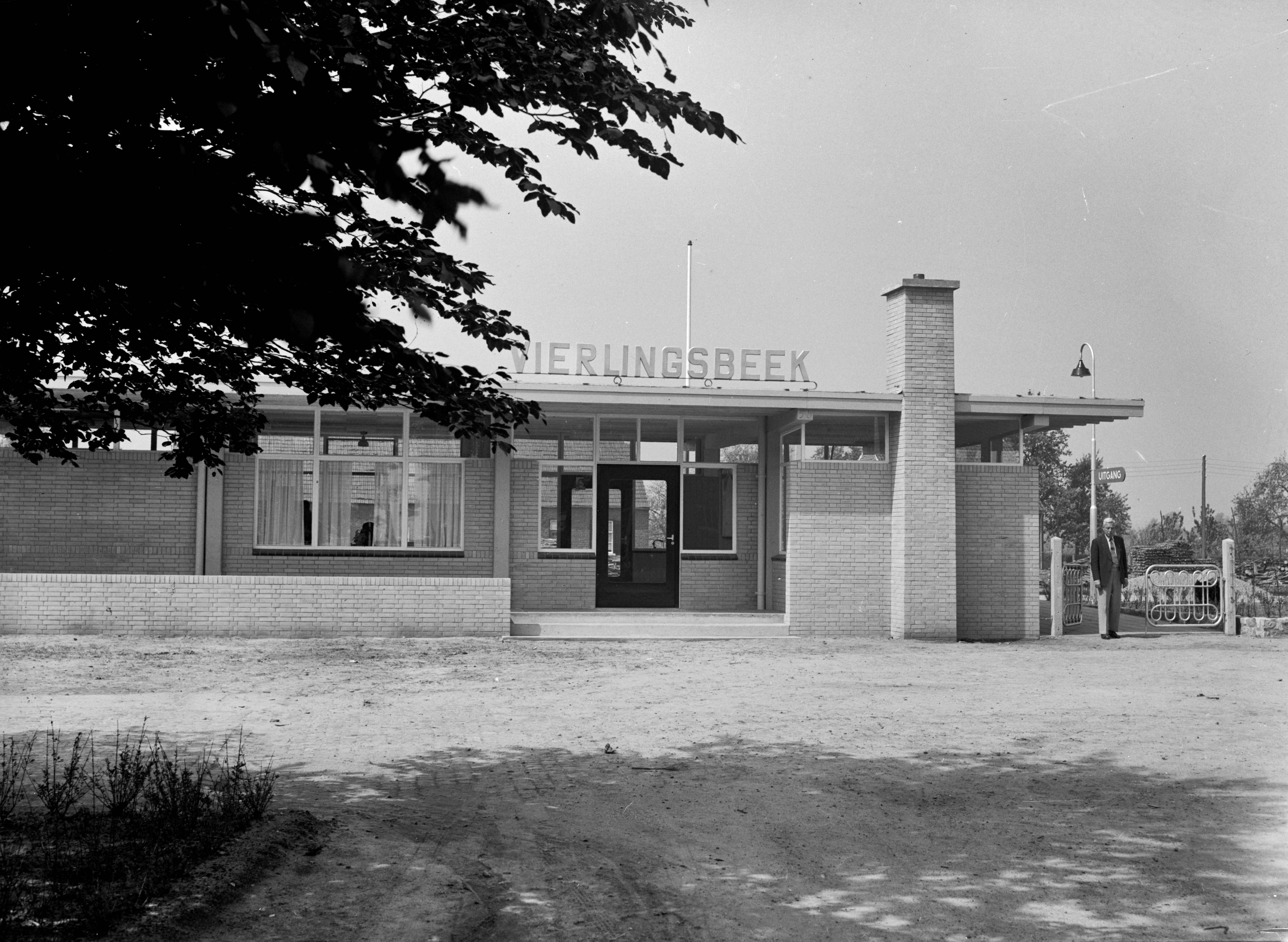
Het station in 1956
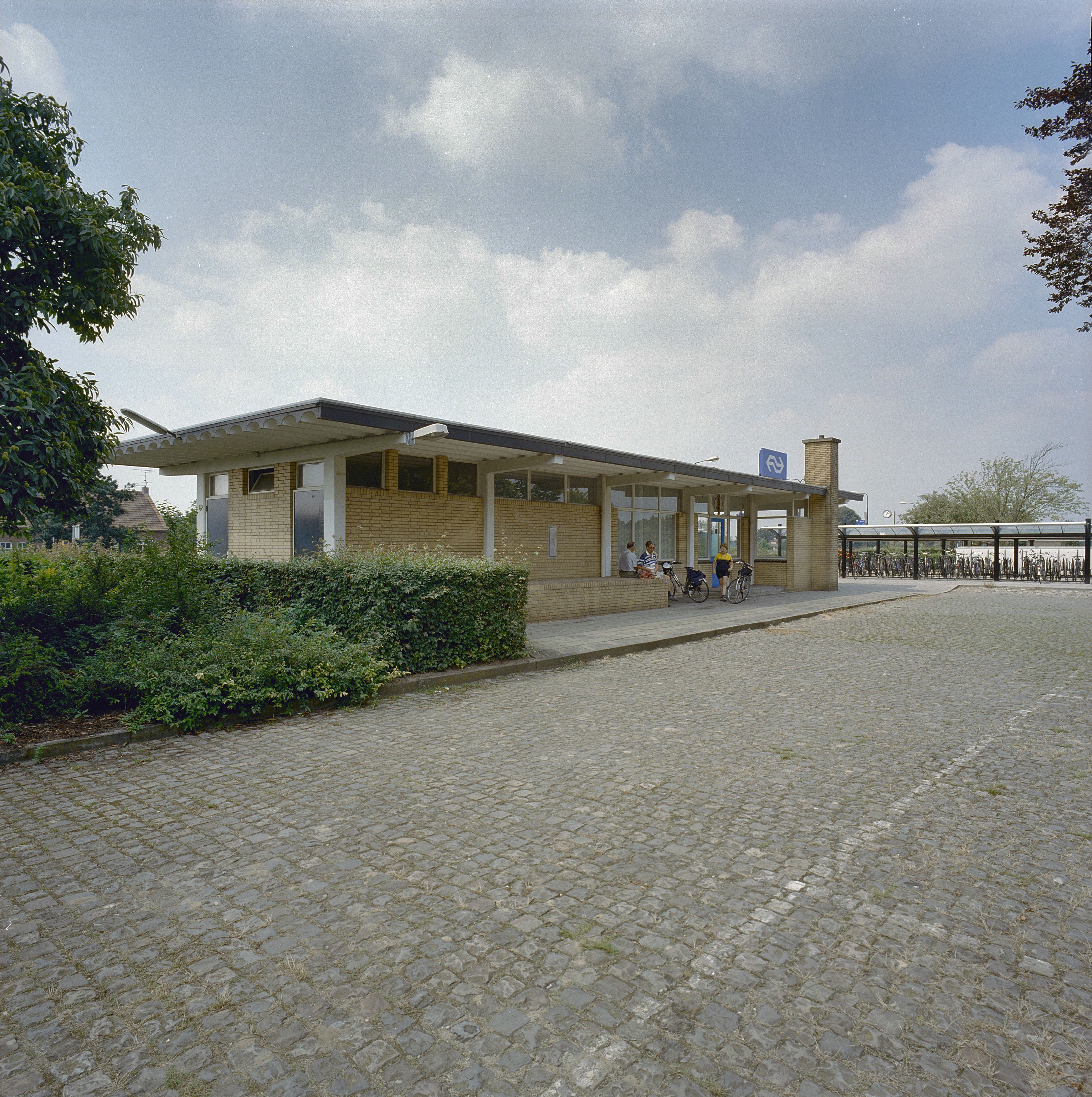
Het station in 2002
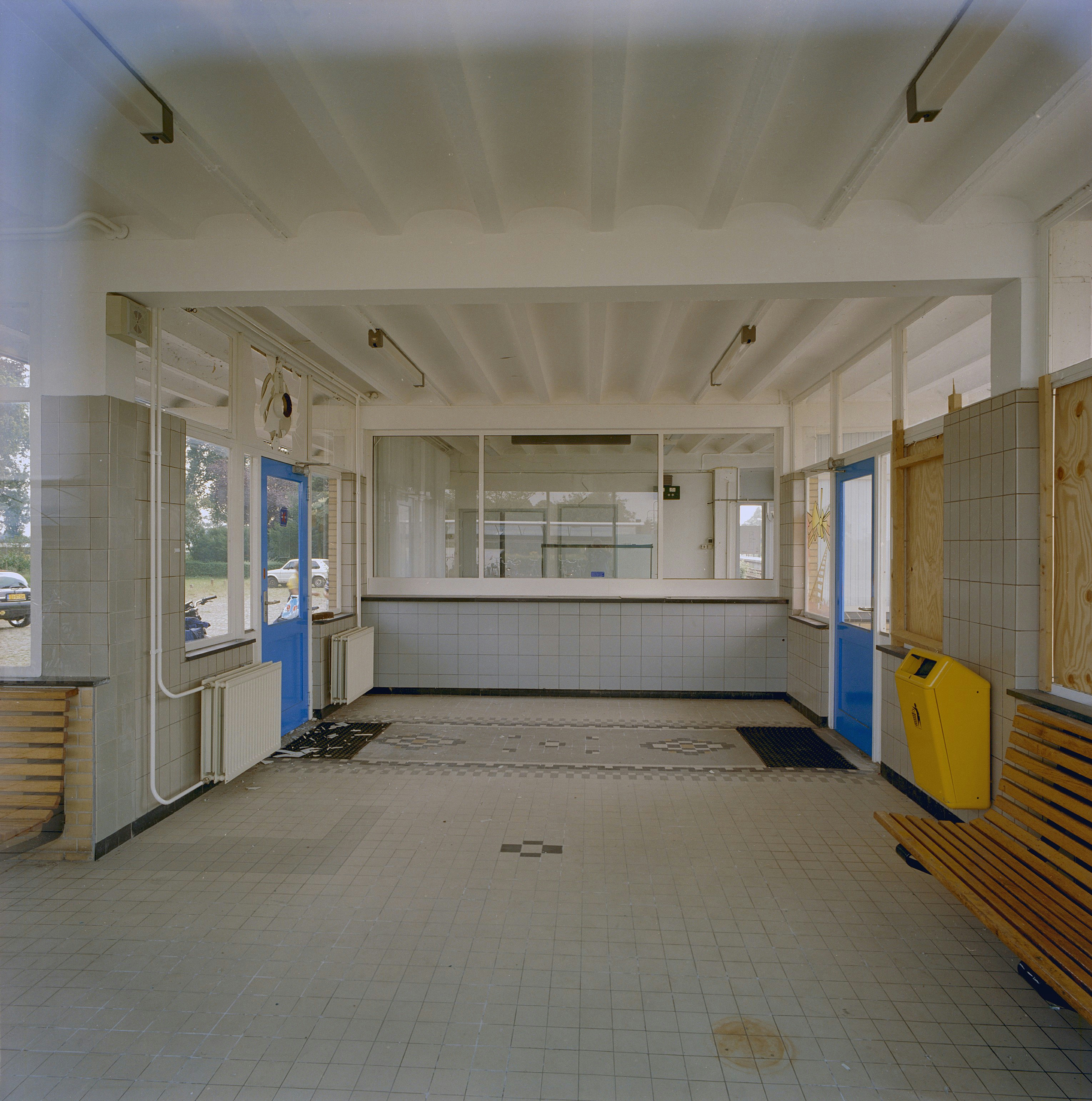
De inmiddels gesloopte wachtruimte
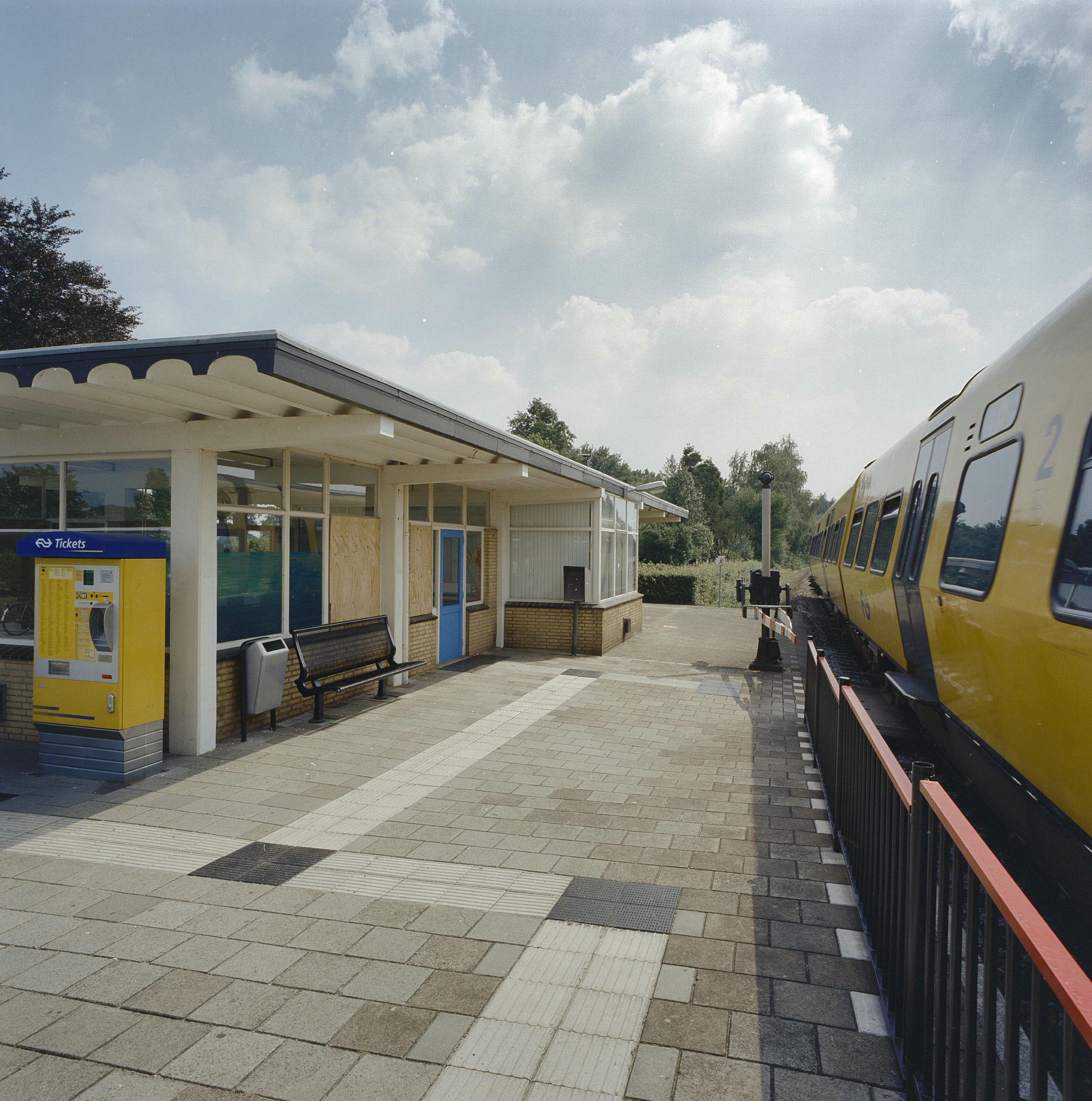
Buffel bij het oude stationsgebouw
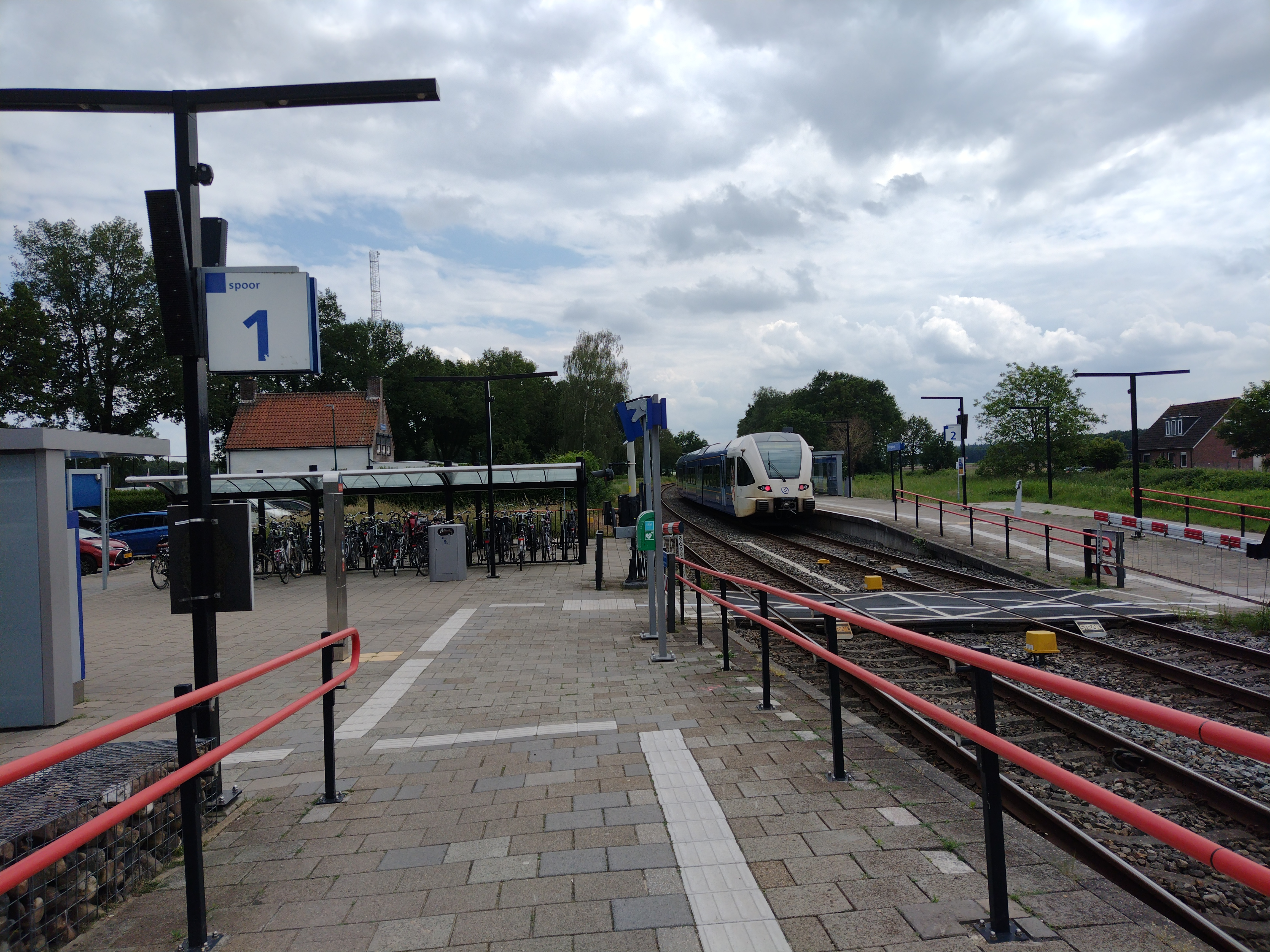
Arriva GTW op het station
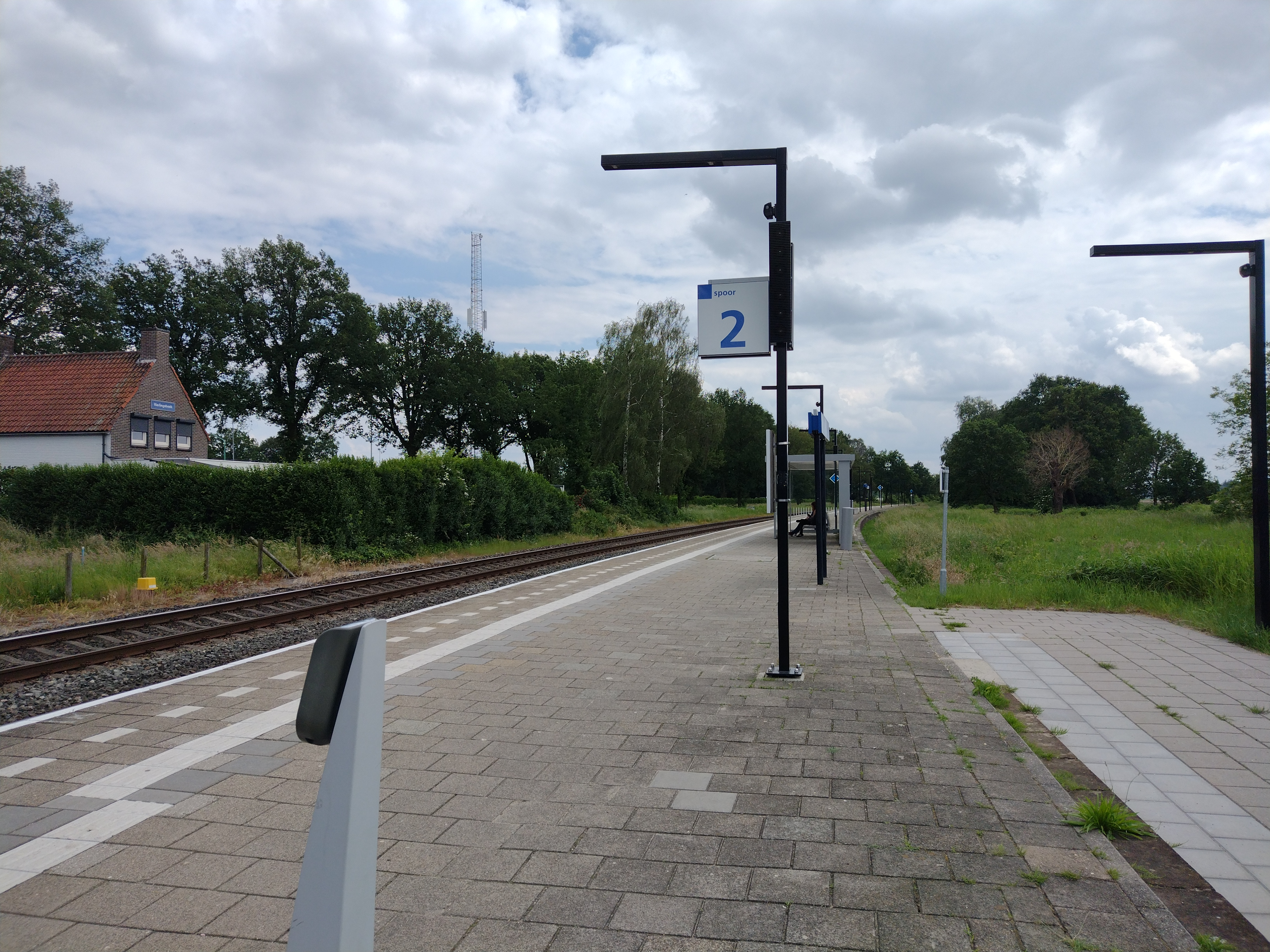
Perron met spoor 2